# Nyxair
NyxAir (NyxAir OÜ) är ett estniskt flygbolag bildat 2017. Flygbolaget utför i huvudsak korttidscharter men vann också 2020 och 2021 statliga upphandlingar om att flyga i inrikesflyg i Estland och Finland. I Estland inledde bolaget i december 2020 flygningar mellan Tallinn och Kuressaare på ön Ösel. I Finland väntas bolaget i maj 2021 inleda flygningar från Helsingfors till Jakobstad-Karleby, Kemi och Jyväskylä. Bolaget har också flugit inrikesflygningar i Sverige på uppdrag av Air Leap. 
Under år 2020-21 har bolaget haft flera flygplan placerade på Malta för flygningar till Libyen, där interna oroligheter inte fram till dess tillåtit civil flygtrafik.
Nyxairs flotta består av tre Saab 2000-flygplan, fyra Saab 340 och en ATR-42. Bolagets vd är Jaanus Ojamets, som har en bakgrund i det estniska flygbolaget Airest samt som tjänsteman vid det estniska luftfartsverket.
I Finland har Nyxair uppmärksammats i media för att deras Saab 2000-flygplan har ägare i skatteparadisländer som Caymanöarna och Jersey. Den övriga flottan leasas in från Finland (ATR-42) och från Åland (Saab-340) 